# Kileler
Kileler (Grieks: Κιλελέρ) is sedert 2011 een fusiegemeente (dimos) in de Griekse bestuurlijke regio (periferia) Thessalië.
De vijf deelgemeenten (dimotiki enotita) van de fusiegemeente zijn:
- Armenio (Αρμένιο)
- Kileler (Κιλελέρ)
- Krannonas (Κραννώνας)
- Nikaia (Νίκαια)
- Platykampos (Πλατύκαμπος)